# Сварожич
Сваро́жич (др.-рус. Сварожичь, лат. Zuarasiz) — славянский бог, почитавшийся восточными славянами как бог огня и западными, полабскими славянами как бог войны. Присутствие Сварожича у двух ветвей славянства характеризует его как общеславянское божество, бывшее изначально богом огня, и впоследствии прибредшее военные функции в результате милитаризации полабского общества. Жители Руси совершали аграрный обряд моления огню-Сварожичу под овином. У полабских славян Сварожич был одним из верховных богов наряду с Триглавом и Святовитом. Культовым центром этого бога был город Ретра, где славянские жрецы производили гадание с помощью жребия в земле, копий и священного коня Сварожича. Славянский бог Радегаст является тем же божеством, что и Сварожич. Полабы приносили в жертву Сварожичу человеческие головы, и в связи с этим фактом славянское божество Припегала, связанное с головами, может быть лишь эпитетом Сварожича.
Имя Сварожича было образовано от имени славянского бога-кузнеца Сварога и означает «сын Сварога», что может указывать на мифологему создания огня божественным кузнецом. Альтернативная этимология рассматривает Сварожича лишь как уменьшительное имя Сварога, что делает его одним и тем же божеством, но такая этимология была подвержена научной критике. Славянский перевод «Хроники» Иоанна Малалы утверждает, что Сварог имел сына Дажьбога, бывший у славян богом солнца. Исходя из этого, часть учёных рассматривают Сварожича и Дажьбога как одно и то же божество.

## Имя
В исторических источниках теоним записан как др.-рус. Сварожичь, Сварожиць, Сварожитьць, лат. Zuarasici, Zuarasiz. Форма «Сварожиць» имеет северо-славянское происхождение. В праслав. *Svarožitjь. Теоним состоит из имени славянского бога Сварога с дополнением суффикса -ич-/-иц-, восходящего к праславянскому суффиксу *-itjь, создающего, в частности, патронимы. Таким образом, имя Сварожича должно значить «сын, потомок Сварога». Альтернативная этимология была предложена славистом А. Брюкнером, указавшим, что суффикс *-itjь так же образует гипокоризмы, как в сербском, где Джурдич — это не сын Джурджа, а маленький Джурджо. При такой этимологии теоним Сварожич означал бы «маленький, славный Сварог», «малый Сварог».
Лингвисты Ст. Росик, К. Т. Витчак и Л. Мошинский выступили за исключительно гипокористическую функцию суффикса в праславянском периоде, а патронимическая функция возникла лишь в XI—XV веках (Мошинский), XIV—XV веках (Витчак). На этой основе Росик определяет именно этимологию Брюкнера как верную. Для обоснования своего решения Мошинский и Витчак, в частности, ссылаются на лит. dieváitis, ст.-пол. bożyc, определяя их как диминутивы со значением «малый бог». Помимо этого Мошинский утверждает, что в антропонимике до XIV века фигурируют только гипокористические образования с суффиксом -ic, из которых и возникла патронимическая функция. Формация Сварожич является, по мнению Мошинского, изолированным и сомнительным.
Лингвист М. Лучиньски не соглашается с такой этимологией и интерпретацией суффикса. С точки зрения учёного суффикс имеет праиндоевропейское происхождение, получившийся в результате наслоения других суффиксов *-iti и *-io, давших праиндевр. *-īt(i)io → балт.-слав. *-īt(i)ia → праслав. *-itjь. В праславянском суффикс был многофункциональным и развивался по следующей схеме: поссесив → патроним → гипокоризм → диминутив. Лучиньски отвергает позднее происхождение патронимической функции, а также идею, что суффикс имел не праславянское происхождение, объясняя это плохой проработкой лингвистического материала, который показывает существование патронимов в XI веке.
Проанализировав славянский языковой материал, Лучиньски приходит к следующим выводам:
- *-itjь1 (патроним). Присутствует в именах собственных и в именах нарицательных в языках всех славянских групп. Существует редкое использование в качестве матронима в старосербском и в древнерусском.
- *-itjь2 (диминутив) Присутствует в именах собственных и в именах нарицательных только в старопольском, старочешском, сербском и хорватском.
- *-itjь3 (гипокоризм) Присутствует в именах нарицательных всех славянских групп. В именах собственных присутствует только в сербском и хорватском.
- *-itjь4 (геноним) Присутствует в именах собственных всех славянских групп.

Исходя из данных, в праславянском *-itjь играл патронимическую, генономическую и гипокористическую роль, но использование гипокоризма в именах собственных является диалектным развитием юго-западных славянских языков. Генонимы развились из ещё одной функции суффикса — демономической, которая, в свою очередь, возникла из патронимического суффикса соединённого с апеллятивами. Матронимическая функция также является развитием из патронимической функции. В итоге Лучиньски утверждает, что теоним Сварожич имел однозначное значение как патроним, поскольку нет никаких доказательств того, что суффикс *-itjь3 добавлялся непосредственно к именам собственным в праславянском. Помимо этого аргумент о религиозных диминутивах лит. dieváitis, ст.-пол. bożyc не может быть принят, так как в науке хорошо известно и обосновано их патронимическое значение «сын бога». Сам теоним Сварожич не был изолированным в славянской теонимии. Так, согласно Лучиньски, теоним полабского бога Поренута должен быть восстановлен как Поренич (праслав. *P’orěnitjь) «сын Порена».
Лингвист Ст. Урбанчик указал, что гипокористическая этимология плохо обоснована, и наиболее вероятной этимологией является восприятие Сварожича именно как патронима. Ряд других лингвистов и историков также поддержали патронимическую интерпретацию. Филолог Н. И. Зубов охарактеризовал её положение в науке как традиционное. Поскольку Сварожич являлся сыном Сварога, то это, по мнению религиоведа А. Шиевски, определяет Сварога как культурного героя-кузнеца, создавшего огонь-Сварожича, что позволило людям контактировать (гадания), обмениваться (жертвоприношения) и связываться (кремация) с божественным миром.
Теоним Сварожич является патрономическим эпитетом, заменяющим изначальное имя, возможно, из-за табуирования. «Хроника» Иоанна Малалы рассказывает, что Сварог имел сына Гелиоса, бога солнца, которого «Хроника» отождествляет с Дажьбогом. Вследствие этого появилась распространённая научная интерпретация Дажьбога как бога солнца, который трижды характеризуется «Хроникой» как сын Сварога, что может указывать на то, что Сварожич и Дажьбог — это одно и то же божество огня вообще: небесного огня-солнца и обычного земного огня. Зубов не поддерживает данную интерпретацию: Гелиос-Дажьбог хоть и называется сыном Сварога, но никогда не называется Сварожичем, и теонимы Дажьбог и Сварожич одновременно в тексте встречаются лишь «Слове Григория» по Чудовскому списку, но стоят раздельно и никак не связываются между собой. Против объединения также выступил историк В. Я. Петрухин и религиовед О. В. Кутарев. Сторонник сближения между этими богами лингвист Р. О. Якобсон считает, что Дажьбог назван Сварожичем в «Хронике» через притяжательную форму «сварожь» упомянутую в тексте. Обращение через притяжательное прилагательное — частое явление в древнерусском языке наравне с обращением через патроним. В болгарском языке, на которой и была переведена «Хроника», соответствующий патронимический суффикс *-itjь был забыт. Отдельное понимание Сварожича предложили историки Г. Ловмянский и Л. С. Клейн. С их точки зрения, Сварожич — это лишь общее название детей Сварога: Дажьбога и Огня, который и появляется в текстах под именем Сварожич.
Отдельную этимологию теонима предложил Зубов. С его точки зрения слово Сварог обозначало не бога, а овин и образование Сварожич возникло в результате метономии такого огня под овином.
Санскритская этимология теонима Сварог признаёт его имя происходящим от индийского религиозного термина «Сварга» и обозначает Сварога богом неба, что делает Сварожича лишь обозначением детей неба, славянских богов вообще, но такая этимология несостоятельна лингвистически.
Словенская деревня Вераче в 1480 году называлась Тбаращицберг, чьё название, по мнению лингвиста М. Фасмера, связано с теонимом Сварог. Этнолог З. Шмитек считает, что Тбаращицберг может быть искажённым Сварожичберг — «Берег Сварожича». Этнолог обращает внимание и на имя демона Шваржича (словен. Švaržič), зафиксированного в словенской Истрии, что может свидетельствовать в пользу присутствия Сварожича и у южных славян.

## Исторические источники
По мнению историка Е. Стржельчика и лингвиста Ст. Урбанчика, Сварожич — единственное божество, зафиксированное как у восточных, так и у западных славян. Таким образом, Сварожич имел общеславянский характер. В научной литературе также встречается мнение, что восточнославянский Перун был зафиксирован у западных славян под именем Прове.
Против общеславянского распространения бога выступил славист И. В. Ягич, утверждавший, что культ Сварожича был привезён на Русь, в Новгород купцами через Балтику из Померании. Такая гипотеза была поддержана рядом учёных: Вс. Ф. Миллером, А. И. Кирпичниковым, Т. Маретичем и Е. В. Аничковым, но впоследствии успеха не имела, и Ягич, как и Аничков, отказался от такого воззрения. Славист Л. Нидерле и лингвист М. Пуканек высказались против идеи инородности Сварожича на Руси. По комментарию Урбанчика: верно и обратное, а именно, что Сварожич путешествовал из Руси в Померанию тем же путем. Обе точки зрения лингвист обозначил как необоснованные. Славист А. Брюкнер утверждает, что в Средневековье боги не экспортировались, тем более от западных славян в Новгород, так как между ними никогда не было никакого общения.

### Древнерусские источники

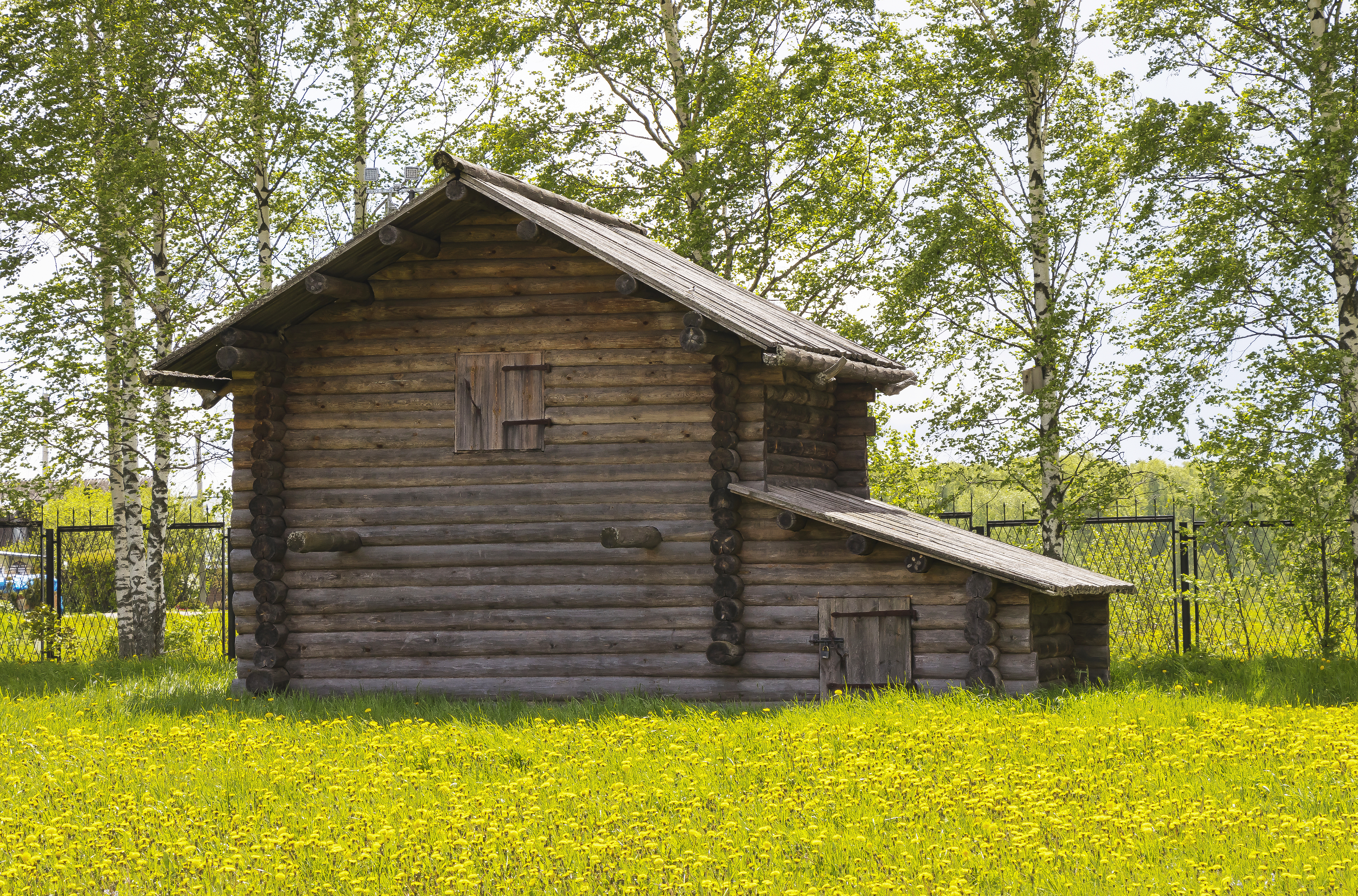
Восточные славяне молились огню под овином, называя огонь Сварожичем. Овин XIX века в Музее деревянного зодчества в Суздале

Сварожич отсутствовал в киевском пантеоне князя Владимира Святославича. Сторонники сближения Дажьбога и Сварожича считают, что Сварожич присутствовал в нём под непосредственным именем Дажьбог. По мнению филолога Е. Л. Мадлевской, объединившая Сварога и Сварожича, этот бог был лишь не оформившимся божеством, олицетворением природной стихии огня и именно поэтому не вошёл в пантеон богов Киева.

После принятия христианства появились различные «Слова» и «Поучения», направленные против старой религии, в частности, «Слово некоего христолюбца и ревнителя по правой вере», созданное, по мнению большинства исследователей, в середине XI века. Исключением являются филолог В. Й. Мансикка, утверждающий, что «Слово» написано в XIV веке, и археологи И. П. Русанова с Б. А. Тимощуком, датирующие его XII веком. Само «Слово» имеется в двух редакциях: краткой, первоначальной, и пространной, более поздней. Фрагмент из редакции списка Паисиевского сборника конца XIV века:
Как Илья Фесвитянин, заклав жрецов и лжепророков идольских числом до трёхсот <…>, так и он [христолюбец] не может терпеть христиан, двоеверно живущих, которые веруют в Перуна, и в Хорса, и в Сима, и в Регла, и в Мокошь, и в вил, которых числом тридцать девять сестриц, как говорят невежды и мнят их богинями, а потому приносят им жертвы, кур им режут; и огню молятся, называя его Сварожичем. <…> не подобает христианам в пирах, и на свадьбах в бесовские игры играть с жертвами идольскими, когда молятся огню под овином, Мокоши, Симу, Реглу, Перуну, роду, рожаницам и всем им подобным.
На основе свидетельства «Слова» Сварожич был определён как бог домашнего и жертвенного огня, огня вообще. Ряд исследователей высказали мысль, что Сварожич не был полноценным антропоморфным божеством и быль лишь сакрализированным природным явлением. Сам Сварожич соответствует другому индоевропейскому богу — Агни. Историк А. Гейштор обращает внимание, что Агни, будучи богом, не был окончательно персонифицирован и представлялся, в частности, как огонь. Исследователь считает, что представления об обликах Сварожича и Агни были схожи. В то же время идею персонофицированности Сварожича поддерживает Мадлевская и историк Н. А. Михайлов. Более критически сообщение «Слова» воспринял филолог В. Н. Топоров, считавший на момент 1995 года, что Сварожич-Сварог — не бог, а дух огня. Сварожича как низшего духа рассматривает и историк В. Я. Петрухин. В 2002 году Вяч. Вс. Иванов и Топоров уже считали Сварога-Сварожича божеством огня. Урбанчик выдвинул гипотезу, что превращение Сварожича в собственно бога произошло лишь у полабских славян. Стржельчик высказал противоположную мысль: изначально Сварожич был богом, но постепенно утрачивал своё положение, в итоге оказавшись у руси лишь синонимом для огня. Ещё более критически к Сварожичу подошёл Аничков, считающий, что Сварожич не бог и не дух, а лишь обозначение священного огня, поскольку в тексте напрямую не назван богом. Брюкнер и Ягич охарактеризовали такой вывод о Сварожиче как ошибочный, не учитывающий латинские источники, в которых Сварожич пишется с прописной буквы и характеризуется как бог. Ягич также предлагал рассматривать Сварожича как бога, не связанного ни с огнём, ни с солнцем. По замечанию историка Г. Ловмянского, такой тезис не согласуется с имеющимися историческими источниками. Позже Аничков признал Сварожича общеславянским богом.

В XIII веке посредством слияния болгарской редакции «Кормчей книги» и «Кормчей книги Святого Саввы» была создана «Кормчая книга» русской редакции, включившая в себя оригинальные произведения по русскому законодательству, в частности, «Устав святого Владимира о церковных делах» чьё авторство приписывается самому князю, написавшему «Указ» вскоре после крещения в 988 году и впоследствии помещённый в «Кормчей книге» для Софийского собора в Новгороде во время правления его архиепископа Климента (1276—1299). Хранилась в Московской Синодальной библиотеке под № 132. Фрагмент:
А вот церковные суды: развод, похоть, изнасилование, похищение, разногласия между супругами по поводу имущества, брак между родственниками, колдовство, приготовление зелий и снадобий, заклинания, волшебство, три упрека: шарлатаны, знахари и чародеи,<…> или если кто-то будет молиться под овином, или в лесу, или у воды, или если девка причинит вред ребенку.
Овин — постройка, применявшаяся на Русском Севере для сушки снопов и представляющая собой двухэтажное строение, на первом этаже которого находилась примитивная печь, частично вкопанная в землю, а на втором — пол со снопами. Само моление под овином является аграрным обрядом, связанным с жатвой, поскольку огонь имел важную сельскохозяйственную функцию: сушил снопы, которых не смогло высушить солнце. Поэтому огню были посвящены определённые ритуалы: молитвы и подношения, проводившиеся рядом с печью для сушки зерна. В связи с этим Урбанчик характеризует Сварожича как бога огня и урожая. Мансикка связывает моление под овином с зафиксированным в Орловской губернии обрядом жертвоприношения кур овиннику перед началом молотьбы.

Древнерусское произведение «Слово святого Григория, изобретено в толцех», также известное как «Слово об идолах», является переработкой поучения константинопольского патриарха IV века Григория Назианзина, именуемого Григорием Богословом. Неизвестный древнерусский автор использовал осуждение греческих богов, дополнив его обличительным текстом о славянских богах. Ранняя редакция «Слова» сохранилась в трёх списках XV века и различно датируется разными исследователями: 1060-е годы (Аничков), XII век (историки Ловмянский, Б. А. Рыбаков), а также датировки, считающиеся историком М. А. Васильевым маловероятными: конец XIII — начало XIV века (слависты И. И. Срезневский, Н. М. Гальковский), XIV век (Мансикка). По мнению Рыбакова, «Слово Григория» было непосредственным переводом, но историк Н. И. Данилевский указывает, что «Слово» отражает греческий оригинал лишь частично. Оригиналом является «Слово на Богоявление». Данилевский отмечает, что точно неизвестно, каким именно вариантом текста Григория Богослова пользовался сам древнерусский автор. Неизвестно и насколько достоверны сведения о славянских богах в «Слове». Фрагмент по рукописи Новгородской Софийской библиотеки № 1295 XV века:
Этим же богам жертву приносят и кладут и славяне: вилам и Мокоши, Диве, Перуну, Хорсу, роду и рожаницам, упырям и берегиням, и Переплуту, и, вертясь пьют ему из рогов. И огню-Сварожичу молятся, и навьям баню готовят, и в тесте мосты делают и колодцы, и многое другое. <…> А к тому же ещё и египтяне жертвы кладут Нилу-реке и огню, говоря: Нил — плододавец-бог и раститель колосьям, а огонь — бог, когда сохнет жито, тогда спорынью творит. Того ради окаянные полдень чтут и кланяются на полдень обратившись.
В трёх других вариантах «Слова», в частности в Паисевском сборнике XIV века, фрагмент о Ниле и огне читается иначе:
А египтяне чтут и жертвы проносят Нилу, называя его плододающим и растителем колосьев. Огонь же творит спорынью, и сушит [её] когда [она] созреет. Поэтому, окаянные, полдень чтут и кланяются на полдень обратившись.
Под словом «спорынья» имеется в виду «обилие, урожай». Поклонение полдню указывает на культ солнца. Древнерусский книжник пропускает сообщение оригинального «Слова Григория» о козле отпущения в Мендесе и о священном быке египтян Аписе, делая акцент именно на эпизоде с Нилом и добавив к нему тематику поклонения огню, что отсутствует в оригинальном тексте. Проанализировав текст, Аничков пришёл к выводу, что в действительности вставка об огнепоклонстве египтян относится не к ним, а к славянам. Филолог Н. И. Зубов обращает внимание, что книжник добавил в древнерусский текст некоторые новые сведения об эллинистической религии, свидетельствующие в пользу того, что автор был знаком с комментариями на «Слово Григория», в том числе с сербской редакцией комментариев, в которых упоминаются Чудеса света и среди них — египетские пирамиды. Сербская редакция называет пирамиды житницами Иосифа, созданные «по подобию и в честь огня». Такая трактовка пирамид, характеризующих их как зернохранилища, восходит к раннехристианскому периоду, когда данные строения связывались с библейским мифом об Иосифе, предсказавшего семь лет голода после семи лет изобилия. Связь пирамид, зерна и огня лежит и в греческой народной этимологии, где слово греч. πυραμίδος, «пирамида» сближалось с греч. πυραμητός, «собирание пшеницы», греч. πυρός, «огонь» и с греч. πυραμις, «пирог из мёда и муки в форме конуса». Согласно Зубову, вероятно, что в византийском источнике комментариев «Слова» сближение между этими словами было явно зафиксировано в тексте. Таким образом автор древнерусского «Слова», настаивающий на том, что языческие заблуждения у славян идут от эллинов, соотнёс греческие сведения о пирамидах и известное ему поклонение огню под овином на севере Руси, добавив эти сведения к эпизоду с Нилом в «Слове».

Особая редакция «Слова Григория» Чудовского списка № 270 XIV века сообщает следующее:
А другие веруют в Сварожича и в Артемиду и в Артемида и им же невежественные люди молятся и кур режут, совершив же это богохульство, сами их едят. <…> Иные погружаются в воду, другие идут молится к источникам и бросают в воду подношения Велиаху. Другие же молятся под овином и вокруг скота как язычники. <…> Иные же молятся огню, камням, рекам и источникам, и не только раньше как в языческие времена, но и сейчас многие продолжают это делать, называя себя христианами. И совершают сатанинские деяния. Они готовят мосты и просветы для мертвых, бдения, играют в шашки, в валеты и в азартные игры со слугами, прыгают через огонь, когда гремит гром, и воду к кутье заупокойной ставят на стол, и мусор жгут на Великий Четверг у ворот, говоря что у этого огня согреваются приходящие души.
Сочинение «Слово Златоуста о том, как первые язычники веровали в идолы» является компиляцией и основано, в частности, на «Слове Григория». Предположительно датируется рядом историков XIII веком, а по мнению историка Д. А. Казачковой — концом XI века и известно из Новгородской Софийской рукописи № 1262 XIV—XV веков и других списков. Фрагмент по древнейшему из них:
Горе вам <…> человеки, забывшие страх божий [своим] небрежением, и отступившие от Крещения, и приступившие к идолам, и начавшие поклоняться молнии и грому, и солнцу, и луне, а другие — Перуну, Хорсу, вилам и Мокоши, упырям и берегиням, которых называют тридевять сестриц, а иные в Сварожича веруют, и в Артемиду. Всем им невежественные люди молятся и кур режут. <…> А другие к колодцам приходят молиться и в воду бросают [дары], принося жертву Велиару, а другие — огню, камням, и рекам, и источникам, и берегиням, и деревьям. И не только прежде, будучи язычниками, но многие и сейчас это делают, хоть и называются христианами: мосты и просветы, и бдельники, и через огонь скачут; считая себя христианами, языческие дела творят.

### Латинские источники
Император Священной Римской Империи Генрих II, будучи христианином, объединился со славянским языческим племенным союзом лютичей, которые в 1005 году присоединились к имперской армии. В связи этим епископ Бруно Кверфуртский пишет Генриху в 1008 году письмо, где просит прекратить союз с язычниками, заключить мир с польским князем Болеславом Храбрым и вернуться к активной политике поддержки миссионерской деятельности среди славян. Фрагмент письма:
Итак мне, удостоенному милости короля, да будет дозволено сказать следующее: хорошо ли преследовать христианина и быть другом языческого народа? Что это за союз Христа и Велиала? Что это за единение между светом и тенью? Как могут быть едины Сварожич, дьявол, и ваш и наш вождь святых Маврикий? На каком фронте бок о бок шествуют Священное Копьё и дьявольские знамена, питающиеся человеческой кровью? Разве ты не считаешь грехом, государь, когда голова христианина, странно сказать, приносится в жертву под знаменем демонов? Не лучше ли иметь в союзниках человека, с помощью и с советом которого можно было бы собирать дань и распространять христианство среди языческого народа? О, как бы мне хотелось, чтобы ты имел не врага, а союзника, о котором я говорю — старика Болеслава! Возможно, ты ответишь: „желаю“.
Это письмо — первое упоминание Сварожича в исторических источниках. Бруно противопоставляет Сварожичу Маврикия, покровителя рыцарских орденов и войны, что делает Сварожича его языческим аналогом. Исходя из текста источника, Сварожичу приносились человеческие жертвы посредством подношения человеческих голов. Историк П. В. Лукин определяет данный источник как исключительно достоверный, как и сведения о человеческих жертвоприношениях, поскольку было бы странно, если бы Бруно убеждал императора, используя выдуманные сведения о славянах. Археолог К. Кайковски, опираясь на исторические и археологические свидетельства, реконструирует обряд жертвоприношения голов: ритуал чаще всего совершался в пределах святилища или в непосредственной близости от него, где жертву избивали, обезглавливали, расчленяли труп и предлагали его голову богу святилища на алтаре, копье или ином видном месте. Неизвестно, что точно происходило с телами. Кайковски полагает, что от тел избавлялись различными способами, как, например, закапывание в землю или утопление. Не исключено, что это происходило в рамках единой церемонии, сакрального театра с соответствующей драматургией. Относительно небольшое количество реликвий таких жертвоприношений, зафиксированных в ходе археологических исследований, может свидетельствовать о том, что они приносились в исключительных, экстремальных ситуациях. Лингвист М. Лучиньски из-за связи Сварожича с головами соотносит этого бога с Припегалой, которому приносили в жертву головы, и таким образом, этот бог был, по мнению исследователя, лишь эпитетом Сварожича.

Союз Генриха с лютичами заставляет епископа Титмара Мерзебургского в своей «Хронике» созданной в период между 1012—1018 годами, сделать отступление о славянской религии, которое служит завуалированной критикой союза Генриха с язычниками. Фрагмент шестой книги «Хроники» абзацы 22—25:
После этого, за день до нашего прихода к реке Одер, к нам присоединились лютичи, следуя за своими идущими впереди богами.
Хоть я с большим содроганием могу говорить о них, всё же, чтобы ты, дорогой читатель, узнал про лживое их суеверие и ещё более бесполезный культ этого народа, я коротко расскажу, кто они и откуда сюда пришли.
Есть в округе редариев некий город, под названием Ридегост, треугольный и имеющий трое ворот; со всех сторон его окружает большой лес, неприкосновенный и свято почитаемый местными жителями. Двое из этих ворот открыты для всех входящих; третьи же, обращённые на восток и самые маленькие, открывают дорогу к лежащему неподалёку озеру, весьма страшному на вид. В городе нет ничего, кроме искусно сооружённого из дерева святилища, основанием которого служат рога различных животных. Снаружи, как это можно видеть, стены его украшают искусно вырезанные изображения различных богов и богинь. Внутри же стоят изготовленные вручную идолы, каждый с вырезанным именем, обряженные в шлемы и латы, что придаёт им страшный вид. Главный из них зовётся Сварожич; все язычники уважают и почитают его больше, чем остальных. Знамёна их также никогда не выносятся оттуда, за исключением разве что военной необходимости; причём вынести их могут только пешие воины.
Для тщательной заботы о святилище местными жителями назначены особые служители. Когда они собираются там, чтобы принести жертву идолам или смягчить их гнев, те сидят, тогда как остальные стоят рядом; тайно перешептываясь друг с другом, они с трепетом копают землю и, бросив жребий, узнают истину в делах, вызывающих сомнение. Окончив это, они покрывают жребий зелёным дёрном и, воткнув в землю крест-накрест два остроконечных копья, со смиренным послушанием проводят сквозь них коня, который считается наибольшим среди прочих и потому почитается, как священный; несмотря на брошенный уже жребий, наблюдаемый ими ранее, через это, якобы божественное животное они вторично проводят гадание. И если в обоих случаях выпадает одинаковый знак, задуманное приводится в исполнение; если же нет, опечаленный народ отказывается от затеи. Старинное, опутанное различными суевериями, предание свидетельствует, что когда им угрожает страшная опасность длительного мятежа, из названного озера выходит огромный вепрь с белыми, блестящими от пены, клыками и, с радостью валяясь в грязи, являет себя многим.
Сколько в тех краях округов, столько там и храмов, и в каждом из них почитается неверными идол того или иного демона; но вышеупомянутый город занимает среди них особое положение. Они прощаются с ним, отправляясь на войну, и чтят его положенными дарами, вернувшись с победой; посредством жребия и коня, как я уже говорил, они старательно выясняют, какую угодную богам жертву следует принести жрецам. Самый сильный их гнев укрощается кровью животных и людей.
Вероятно, храм объединял в себе как лютический, так и полабский пантеон вообще, и Сварожич был одним из верховных богов полабов наряду со Святовитом и Триглавом. Он также был богом города Ридегоста. Святовиту и Триглаву были посвящены кони, с помощью которых жрецы производили гадания. Описанного в «Хронике» коня и обряд гадания исследователи связывают именно с культом Сварожича. Неизвестен цвет коня, но, возможно, в контексте интерпретации Сварожича как одновременно бога огня и солнца, животное могло быть белым, поскольку такая лошадь приписывается солярным божествам. Неизвестно и насколько были идентичны древнерусский и полабский Сварожич, бывший у западных славян богом войны. Западнославянский Сварожич был, по мнению Урбанчика, и богом огня, в то время как, по мнению Кутарева, был лишь богом войны и военным оракулом. Сама военная функция Сварожича развилась под влиянием милитаризации полабского общества в результате постоянной борьбы с нашествиями немцев и датчан. Поскольку на Руси ситуация была иной, то древнерусские источники не упоминают ничего о связи богов с войной. Тем не менее оба Сварожича восходят к одному и тому же славянскому богу огня. Неизвестно как точно выглядел идол Сварожича, но, вероятно, из-за его военных функций он, как и другие боги города, был одет в шлем и доспехи. Возможна и связь упомянутого вепря со Сварожичем. Топоров характеризовал вепря как некоего врага Сварожича, которого тот поражает как делает это Перун Велеса в «теории основного мифа» либо же вепрь мог служить зооморфным символом солнца встающего из моря. По мнению историка Л. П. Слупецкого вода в озере предоставлялась как декорация, в которой воля богов раскрывается через оракул или другой знак, как, например, выходящий из озера вепрь.
Отдельную трактовку Сварожича имел Брюкнер. Через свою этимологию он объединил Сварога и Сварожича и, реконструировав миф о ковке солнца, объявил, что бог солнца не был самим солнцем, но духом, который и двигает солнце. Поэтому учёный соотносит Сварога-Сварожича, создателя с солнца, с богом солнца Дажьбогом. Сварожич имел высокое положение среди полабских богов, культ которых был похож друг на друга. Вследствие этого Брюкнер обозначил следующую проблему: как объяснить, что племена полабских славян, не сильно отличавшиеся и находящиеся рядом друг от друга, имели разных верховных богов? Для решения проблемы Брюкнер предлагает считать Сварога-Сварожича-Дажьбога тем же богом, что и Святовита, Триглава и Яровита. После Брюкнер соотнёс Триглава с Черноглавом и Припегалой. В итоге учёный заключает, что Сварог-Сварожич — краеугольный камень славянской мифологии и почитался у полабов, вероятно, и как бог неба.
Через пол века после «Хроники» Титмара каноник Адам Бременский в своих «Деяниях архиепископов Гамбургской церкви» описывает Ридегост, называя его Ретрой, а бога города Радегастом, чьей идол был золотым, с надетым шлемом на голове, почитавшейся и у ободритов, по утверждению немецкого миссионера Гельмольда. Этому богу была принесена в жертву голова на копье епископа Мекленбургского Джона Скота. Доминирующей научной точкой зрения на Радегаста является взгляд, что он был лишь эпитетом Сварожича, который может писаться в научной литературе как Сварожич-Радегаст. Брюкнер, историк Г. Лябуда и Зубов отвергают существование Радегаста, считая, что Адам Бременский в результате ошибки перенёс название города Радегост на Сварожича, а этноним редарии — на название города, получив Ретру. Этимология города и теонима одинакова: «радующий гостей», что, по комментарию Брюкнера, «скорее принадлежит к трактиру, чем к Олимпу». Сам Сварожич не мог получить новое имя за несколько десятилетий, а Ридегост — обычное название местности, которых много в славянском регионе. Зубов соглашается с интерпретацией Брюкнера и указывает на факт того, что в самих текстах Сварожич и Радегаст никогда не отождествляются. Урбанчик счёл название города происходящим от второго имени Сварожича: Радегаста, указывающего на его функцию как защитника посетителей города. Религиовед А. Шиевски предлагает иной вариант, что второе имя бога образовалось от названия города.

Ридегост, вероятно, утратил роль культового центра в XI веке в пользу города Арконы со Святовитом, обладавшим схожими военными функциями со Сварожичем. Разрушение города фиксируют «Аугсбургские анналы» написанные канониками собора в Аугсбурге в 1135 году и описывающие период с 973 и до 1104 года. Запись под 1068 годом:
Бурхард, епископ Хальберштадта, войдя в провинцию лютичей, поджёг, уничтожил [город] и, захватив с собой коня, которому они поклонялись как богу в храме Ретры, вернулся в Саксонию верхом на нём.
Вторично город был разрушен около 1127 года Лотарем Супплинбургским.

## Песня о Сварожиче
В 1952 году этномузыковедом Звонко Ловренчевичем в хорватской деревне Циглене недалеко от города Бьеловара, со слов крестьянки Кате Кунтин, 1868 года рождения, была записана песня, где фигурирует Сварожич. По словам Кате, её семья пела эту песню в сочельник вплоть до 1880 года и никогда в церкви. Хорватское слово «божич», фигурирующее в песне, буквально означает «сын бога» и используется в современном хорватском в значении «рождество».
Мой божич Сварожич, лунай ле, лунай ле!
Обойди наши дворы, лунай ле, лунай ле!
Наши дворы и загоны, лунай ле, лунай ле!Оригинальный текст (хорв.)Moj božiću Svarožiću, lunaj le, lunaj le!
Ti pohodi naše dvore, lunaj le, lunaj le!
Naše dvore i obore, lunaj le, lunaj le!
Хорватская писательница Ивана Брлич-Мажуранич, вдохновляясь произведениями фольклориста А. Н. Афанасьева, писателя А. Ткани, этнографа М. Крачманова-Валявеца, поэта И. Кукулевича-Сакцинского и слависта и поэта П. Й. Шафарика, опубликовала в 1916 году сборник рассказов «Сказки древних». В сборнике находится рассказ «Как Потье искал истину» где фигурирует следующая песня:
Мой божич Сварожич, золотое солнце, белый свет!
Мой божич Сварожич, лунайлийе, луней ле!Оригинальный текст (хорв.)Moj božiću Svarožiću, zlatno sunce, bijeli svijet!
Moj božiću Svarožiću, lunajlije, lunej le!
Учёная-этнолог Л. Баюк считает, что обе версии песни зависят друг от друга и что Мажуранич, проживавшая в Словонски-Броду с 1892 года, могла слышать эту песню там. Версия писательницы является лишь художественной обработкой, предназначенная только для чтения, так как она нарушает традиционный размер бьелгородского распева на две четверти. На оригинальность версии Ловренчевича могут указывать и слова Кунтин, что песню пели до 1880 года, тогда как «Сказки древних» были опубликованы лишь в 1916 году. Помимо этих двух упоминаний ни в каких других хорватских песнях Сварожич не упоминается. По утверждению археолога Н. Чаусидиса, припев «Сварожику моі Божику» встречается среди сербов и македонцев. Более критически песню воспринял этнолог В. Белай, обративший внимание, что художественное творчество иногда влияет и проникает в народную традицию. Как пример — влияние писателя А. Качича-Миошича на фольклор внутренних регионов Далмации.

## Подделки
Идол Сварожича с надписью его имени появляется среди Прилвицких идолов — группы из около ста статуэток, якобы обнаруженных во второй половине XVIII века в Прилвиц, но в действительности они были сфабрикованы ювелиром Гедеоном Натанаэлем Шпонхольцем (1745—1807) в Нойбранденбурге и оцениваются учёным сообществом как подделки.

## Неоязычество

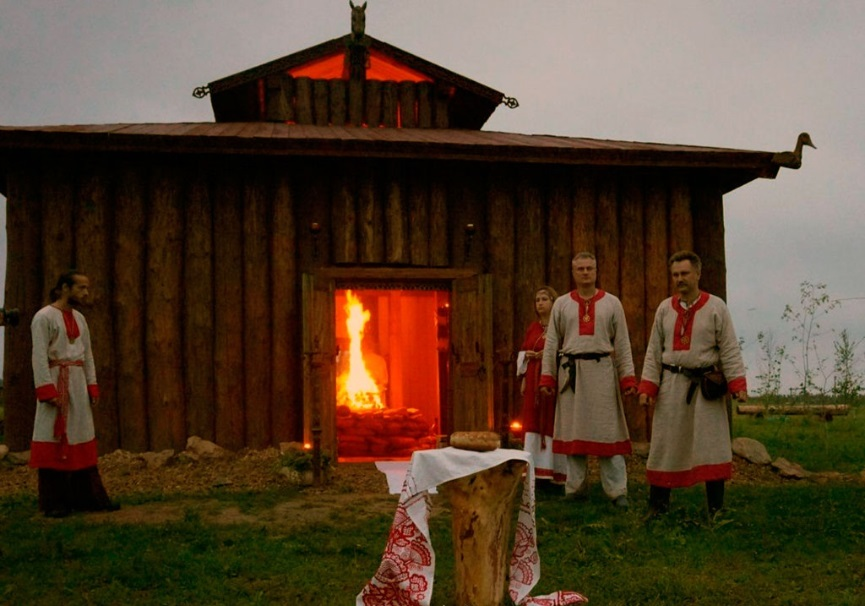
Храм Огня Сварожича в Калужской области

В славянском неоязычестве в отношении некоторых богов, называемых «светлыми» таких как, например, Хорс и Велес, применяется термин Сварожичи, поскольку они считаются сыновьями Сварога и его жены Лады. Симаргл именуется Сварожичем и Огнебогом, считаясь богом огня и посредником между миром людей и богов. Волхвы «Велесова круга» разработали календарь Малое коло Сварога, где год разбит на уделы, посвященные определённым богом. Так, январь назван уделом Коляды-Сварожича, апрель — уделом Огнебога-Сварожича, июль — уделом Купалы-Сварожича. Волхв Велеслав связывает с определёнными богами четыре части года, четыре части суток, четыре стороны света и четыре стихии: Дажьбог-Сварожич и Лада связаны с летом, днём, югом и огнём. В ходе обряда на Коляду жрец «Велесова круга» предварительно зажигает живым огнём факел и после от него зажигает краду и обращается к ней: он молит огонь-Сварожича о защите и об уничтожении всего нечистого. Календарь «Схорон еж словен» названый Кологодом, имеет праздник Мороза-Сварожича, выпадающего на 31 декабря/1 января.

### На русском языке
Источники
- Гальковский Н. М. Борьба христианства с остатками язычества в древней Руси. — М.: Печатня А. И. Снегиревой, 1913. — Т. II. — 308 с.
- Памятники общественной мысли Древней Руси: В 3-х т. / сост. автор вступ.  ст. и коммент. И. Н. Данилевский. — М.: Российская политическая энциклопедия (РОССПЭН), 2010. — Т. 1: Домонгольский период. — 686 с. — (Библиотека отечественной общественной мысли с древнейших времён до начала XX века). — ISBN 978-5-8243-1234-8.
- Повесть временных лет / Пер. с древнерусского Д. С. Лихачёва, О. В. Творогова. Коммент. А. Г. Боброва, С. Л. Николаева, А. Ю. Чернова при участии А. М. Введенского и Л. В. Войтовича. Ил. М. М. Мечева. — СПб.: Вита Нова, 2012. — С. 512. — (Фамильная библиотека: Героический зал). — ISBN 978-5-93898-386-1.
- Титмар Мерзебургский. Хроника. В 8 книгах / пер. с лат. И. В. Дьяконова. — 2-е изд., исправл. — М.: Русская панорама, 2009. — 256 с. — (MEDIÆVALIA: средневековые литературные памятники и источники). — ISBN 978-5-93165-222-1.

Книги
- Аничков Е. В. Язычество и древняя Русь. — СПб.: Типография М. М. Стасюловича, 1914. — 386 с.
- Васильев М. А. Язычество восточных славян накануне крещения Руси: Религиозно-мифологическое взаимодействие с иранским миром. Языческая реформа князя Владимира. — М.: Индрик, 1999. — 328 с. — ISBN 5-85759-087-6.
- Гейштор, Александр. Мифология славян = Mitologia Słowian / Перевод с польского А. М. Шпирта. — М.: Весь Мир, 2014. — 384 с. — ISBN 978-5-7777-0581-5.
- Гильфердинг, А. Ф. История балтийских славян. В 3-х ч. / Биогр. очерк К. Н. Бестужева-Рюмина, вступ. статья и комм. В. В. Фомина, комм. С. В. Цветкова. — М.—СПб.: Русская панорама, РБИЦ Блиц, 2013. — 704 с. — (Возвращённое наследие: памятники исторической мысли). — ISBN 978-5-93165-227-6. — ISBN 978-5-86789-427-6.
- Иванов Вяч. Вс., Топоров В. Н. Славянские языковые моделирующие семиотические системы. — М.: Наука, 1965. — 249 с.
- Клейн Л. С. Воскрешение Перуна. К реконструкции славянского язычества. — СПб.: Евразия, 2004. — 480 с. — (Magicum). — ISBN 5-8071-0153-7.
- Ловмянский, Генрик. Религия славян и её упадок (VI—XII вв.) = Religia slowian i jej upadek (w. VI—XII) / перевод с польского M. В. Ковальковой. — СПб.: Академический проект, 2003. — 512 с. — ISBN 5-7331-0045-1.
- Левкиевская Е. Е. Мифы русского народа. — М.: Астрель, АСТ, 2000. — 528 с. — (Мифы народов мира). — ISBN 5-271-00676-X.
- Мадлевская Е. Л. Русская мифология. Энциклопедия. — М.: Мидгард, Эксмо, 2005. — 784 с. — ISBN 5-699-13535-9.
- Мансикка В. Й. Труды по религии восточных славян. — М.: Форум, 2016. — 688 с. — ISBN 978-5-00091-182-2.
  - Аничков Е. В. Последние работы по славянским религиозным древностям // Труды по религии восточных славян. — М.: Форум, 2016. — С. 472—530. — ISBN 978-5-00091-182-2.
- Михайлов Н. А. История славянской мифологии в XX веке. — М.: Институт славяноведения РАН, 2017. — 344 с. — ISBN 978-5-7576-0380-3.
- Нидерле, Любор. Славянские древности = Rukověť slovanských starožitností / пер. с чеш. Т. Ковалевой, М. Хазанова, под ред. А. Л. Монгайта, предисл. проф. П. Н. Третьякова. — М.: Издательство иностранной литературы, 1956. — 452 с.
- Петрухин В. Я. Древняя Русь. Народ. Князья. Религия. // Из истории русской культуры. — М.: Языки русской культуры, 2000. — Т. I. Древняя Русь. — С. 13—402. — (Язык. Семиотика. Культура). — ISBN 5-7859-0093-9.
- Русанова И. П., Тимощук Б. А. Языческие святилища древних славян / под ред. д-ра ист. наук С. А. Плетнёвой. — 2-е изд., испр. — М.: Ладога-100, 2007. — 304 с. — ISBN 978-5-94494-051-3.
- Топоров В. Н. Предыстория литературы у славян: Опыт реконструкции: Введение в курс истории славянских литератур. — М.: Российский государственный гуманитарный университет, 1998. — 320 с. — ISBN 5-7281-0171-2.
- Топоров В. Н. Мифология: Статьи для мифологических энциклопедий / Ред.-сост. А. Григорян. — М.: Языки славянских культур, 2014. — Т. 2. П—Я. — 536 с. — ISBN 978-5-990-5856-4-5.
- Этимологический словарь славянских языков. Праславянский лексический фонд. Выпуск 2. (*bez—*bratrъ) / под ред. О. Н. Трубачёва. — М.: Наука, 1975. — 239 с.

Статьи
- Боги / Топоров В. Н. // Славянские древности: Этнолингвистический словарь : в 5 т. / под общ. ред. Н. И. Толстого; Институт славяноведения РАН. — М. : Межд. отношения, 1995. — Т. 1: А (Август) — Г (Гусь). — С. 204—215. — ISBN 5-7133-0704-2.
- Блажек, Вацлав. *S(ъ)varogъ // Славянское и балканское языкознание : сборник  / отв. ред. С. Л. Николаев. — М.: Институт славяноведения РАН, 2023. — Вып. 23. Балтославянская компаративистика. Акцентология.. — С. 28—34. — ISBN 978-5-7576-0492-3. — ISSN 2658-3372. — doi:10.31168/2658-3372.2023.23.
- Зубов Н. И. Научные фантомы славянского олимпа // Живая старина. — 1995. — Вып. 7, № 3. — С. 46—49. — ISSN 0204-3432.
- Зубов Н. И. Египетско-славянские Феост-Сварог, Солнце-Дажьбог, египетские пирамиды-житницы и славянский огонь-сварожич // Язык и прошлое народа : сб. науч. ст. памяти проф. А. К. Матвеева  / под отв. ред. проф. М. Э. Рут. — Екатеринбург: Издательство Уральского университета, 2012. — С. 93—104. — ISBN 978-5-7996-0783-8.
- Иванов, Вяч. Вс., Топоров, В. Н. Сварог, Сварожич // Славянская мифология : Энциклопедический словарь. — М.: Международные отношения, 2002. — С. 423. — ISBN 5-7133-1069-8.
- Кутарев О. В. Характеристика Рода и Рожаниц в славянской мифологии: интерпретации Б. А. Рыбакова и его предшественников // Религиоведение : журнал. — 2013. — № 4. — С. 170—177. — ISSN 2072-8662.
- Кутарев О. В. Славянский Дажьбог как развитие индоевропейского Бога Сияющего Неба (Дьеус-Патер) // Философия и культура : журнал. — 2016. — Вып. 97, № 1. — С. 126—140. — ISSN 2454-0757. — doi:10.7256/1999-2793.2016.1.17386.
- Лукин П. В. Языческая «реформа» Владимира Святославича в начальном летописании: устная традиция или литературные реминисценции? // Древнейшие государства Восточной Европы: Устная традиция в письменном тексте : сборник  / Отв. ред. Г. В. Глазырина. — М.: Русский Фонд Содействия Образованию и Науке, 2011. — С. 326—352. — ISBN 978-5-91244-107-3.
- Сварог // Этимологический словарь русского языка = Russisches etymologisches Wörterbuch : в 4 т. / авт.-сост. М. Фасмер ; пер. с нем. и доп. чл.‑кор. АН СССР О. Н. Трубачёва. — Изд. 2-е, стер. — М. : Прогресс, 1987. — Т. III : Муза — Сят. — С. 569—570.

Литература по неоязычеству и современной культуре
- Mačuda, Jiří. Ideologie rodnověří v názorech a praxi jeho čelních představitelů (se zaměřením na genezi a proměny obřadu). Disertační práce (чешск.) / Vedoucí práce: doc. PhDr. Martina Pavlicová, CSc. — Masarykova univerzita, 2012. — 301 S.

### На других языках
Источники
- Álvarez-Pedrosa, Juan A. Sources of Slavic Pre-Christian Religion (англ.). — Leiden, Boston: Brill, 2020. — 548 p. — (Texts and Sources in the History of Religions. Vol. 169). — ISBN 978-90-04-44138-5.

Книги
- Álvarez-Pedrosa, Juan A.; Santos Marinas, Enrique. Rituals in Slavic Pre-Christian Religion: Festivals, Banqueting, and Divination (англ.). — ARC Humanities Press, 2023. — 136 p. — (Beyond Medieval Europe). — ISBN 9781802701173.
- Antosik, Grzegorz; Łuczyński, Michal. Badania nad wierzeniami Słowian: Wczoraj, Dziś, Jutro (пол.) / red. R. Sawicki, tłumaczenia M. Łuczyński. — Owidz[пол.]: Wspólna ziemia, 2020. — 225 p. — ISBN 978-83-935819-3-1.
- Brückner, Aleksander. Mitologia słowiańska i polska (пол.). — Warszawa: Państwowe Wydawnictwo Naukowe, 1985. — 383 S. — ISBN 83-01-06245-2.
- Jakobson, Roman. Selected Writings (англ.) / ed. Stephen Rudy; preface Linda R. Waugh. — Berlin, New York, Amsterdam: De Gruyter, 1985. — Vol. VII. Contributions to Comparative Mythology. — 405 p. — ISBN 9783110106176.
- Lajoye, Patrice[англ.]. Mythologie et religion des slaves païens (фр.). — Paris: Les Belles Lettres[англ.], 2022. — 202 p. — ISBN 978-2-251-91771-9.
- Łuczyński, Michał. Bogowie dawnych Słowian. Studium onomastyczne (пол.). — Kielce: Kieleckie Towarzystwo Naukowe, 2020. — 345 S. — ISBN 978-83-60777-83-1.
- Mazzanti, Sergio. Gli studi sulla religione degli antichi slavi: Tesi di dottorato in «Filologia e letterature comparate dei paesi dell’Europa Centro-orientale» — Ciclo XIX (итал.) / Relatore prof. C. Diddi. — Università degli Studi di Roma «La Sapienza», 2008. — 312 p.
- Pukanec, Martin. Etymologický nákres slovanského sveta bohov a démonov: (náboženstva a morálky Slovanov) (словац.). — Nitra: Vydavate Univerzita Konštantína Filozofa v Nitre, 2013. — 148 S. — ISBN 978-80-558-0280-0.
- Słupecki, Leszek P. Slavonic Pagan Sanctuaries (англ.). — Warsaw: Institute of Archaeology and Ethnology, Polish Academy of Sciences, 1994. — 258 p. — ISBN 83-85463-27-5.
- Strzelczyk, Jerzy[пол.]. Mity, podania i wierzenia dawnych Słowian (пол.) / red. K. Raźniewska. — Poznań: Rebis, 1998. — 258 S. — ISBN 83-7120-688-7.
- Szyjewski, Andrzej[пол.]. Religia Słowian (пол.) / red. Stachowski A. H. — Kraków: Wydawnictwo WAM[пол.], 2003. — 268 S. — (Mała Biblioteka Religii). — ISBN 83-7318-205-5.
- Urbańczyk, Stanisław. Dawni Słowianie Wiara i kult (пол.). — Wrocław: Ossolineum, 1991. — 224 S. — ISBN 83-04-03825-0.
- Зубов М. I. Слов’янські повчання проти язичництва в лінгвотекстологічному висвітленні: Дисертація на здобуття наукового ступеня доктора філологічних наук (укр.) / Науковий консультант Карпенко Ю. О. — Одеса: Одеський національний університет імені І. І. Мечникова, 2005. — 482 с.

Статьи
- Bajuk, Lidija[хорв.]. Moj božiću Svarožiću, lunaj le (хорв.) // Zlatni danci 6 — život i djelo(vanje) Ivane Brlić Mažuranić : zbornik radova s međunarodnoga znanstvenoga skupa. — Osijek: Sveučilište Josipa Jurja Strossmayer, 2005. — Str. 41—67.
- Kajkowski, Kamil. Znaczenie odciętych głów w obrzędowości pogańskiej wczesnośredniowiecznych Słowian  zachodnich (пол.) // Studia mythologica Slavica[англ.] : журнал. — 2014. — Vol. 17. — P. 135—153. — ISSN 1581-128X. — doi:10.3986/sms.v17i0.1498.
- Kos-Lajtman, Andrijana; Horvat, Jasna[хорв.]. Ivana Brlić-Mažuranić, Priče iz davnine: nova konstrukcija izvora i metodologije (хорв.) // Fluminesia: časopis za filološka istraživanja. — 2011. — Sv. 23, br. 1. — Str. 87—99. — ISSN 1848-9680.
- Kutarev, Oleg V. Introduction to the Slavic pagan pantheon: The names of deities that the ancient Slavs actually revered (англ.) // New researches on the religion and mythology ot the Pagan Slavs 2  / Patrice Lajoye[англ.], Stamatis Zochios and the authors Éditions Lingva. — Lingva, 2023. — P. 5—46.
- Łuczyński, Michał. Dwa starosłowiańskie teonimy: psł. *svarožitjƄ, społab. *p'orĕnitjƄ — epitety patronimiczne czy hipokorystyka? (пол.) // Onomastica. Journal devoted to theory and interpretation of proper names : журнал. — 2014. — Iss. LVIII (58). — P. 235—252. — ISSN 0078-4648.
- Šmitek, Zmago. Od staroslovanskega Svarožiča/Radogosta do slovenskega Kresnika (словенск.) // Studia mythologica Slavica[англ.] : журнал. — 2010. — Vol. 13. — P. 187—197. — ISSN 1581-128X. — doi:10.3986/sms.v13i0.1647.